# Гамма Волос Вероники
Гамма Волос Вероники (лат. γ Comae Berenices), 15 Волос Вероники (лат. 15 Comae Berenices), HD 108381 — двойная звезда в созвездии Волос Вероники на расстоянии приблизительно 169 световых лет (около 51,9 парсек) от Солнца. Видимая звёздная величина звезды — +4,34m. Возраст звезды определён как около 1,69 млрд лет.

## Характеристики
Первый компонент — оранжевый гигант спектрального класса K2III, или K1IIIFe0,5, или K1III, или K0. Масса — около 2,571 солнечной, радиус — около 12,387 солнечного, светимость — около 57,44 солнечной. Эффективная температура — около 4692 K.
Второй компонент — коричневый карлик. Масса — около 20,49 юпитерианской. Удалён на 2,049 а.е..